# Enter (album Cybotronu)
Enter – album studyjny amerykańskiego zespołu Cybotron wydany w 1983 roku, nagrany w składzie Juan Atkins, Rick "3070" Davis i John "Jon-5" Housely. Album poprzedzały single "Cosmic Cars", "Alleys Of Your Mind" i "Clear".

## Lista utworów
1. Enter 5:37 (Juan Atkins, 3070, Jon-5)
2. Alleys Of Your Mind 	3:34 (Juan Atkins)
3. Industrial Lies 	6:14
4. The Line 5:01 (Juan Atkins, 3070, Jon-5)
5. Cosmic Cars 4:21 (Juan Atkins)
6. Cosmic Raindance 	4:00 (Juan Atkins)
7. El Salvador 5:49 (Juan Atkins)
8. Clear 4:47 (Juan Atkins)

- wokale: Juan Atkins, 3070
- gitara: Jon-5

## WydanieCD"Clear"
W 1990 roku wytwórnia Fantasy wydała reedycję albumu na płycie kompaktowej, ze zmienioną kolejnością i długością niektórych ścieżek oraz dodatkowym utworem "R-9". Długość płyty to 44 minuty.
1. Clear 4:52 (Juan Atkins)
2. R-9 5:14 (Juan Atkins, 3070, Jon-5)
3. Cosmic Cars 4:25 (Juan Atkins)
4. Enter 5:37 (Juan Atkins, 3070, Jon-5)
5. Alleys Of Your Mind 3:31 (Juan Atkins)
6. Industrial Lies 6:14
7. The Line 5:01 (Juan Atkins, 3070, Jon-5)
8. Cosmic Raindance 4:00 (Juan Atkins)
9. El Salvador 4:47 (Juan Atkins)